# Протестантская миссионерская служба
Протестантская миссионерская служба (фр. Service protestant de mission, Défap) — это французская миссионерская организация для поддержания международного христианского свидетельствования. Служба создана в 1971 году.

## История
Служба основана в 1971 году из разделения созданного в 1822 году Парижского евангелического миссионерского общества на «Сообщество миссионерских церквей» и «Французский евангелический департамент апостольского действия» (фр. Département évangélique français d'action apostolique, DEFAP), позднее получивший нынешнее название «Протестантская миссионерская служба».
Служба стала французской протестантской миссионерской организацией уже не как ассоциация отдельных лиц до 1971 года, а как инструмент церквей Франции. Эти Церкви непосредственно участвуют в её финансировании и назначают членов её Совета директоров.
Служба сотрудничает с членами Протестантской федерации Франции и с другими церквями. объединяет миссионерскую работу Лютеранской и реформатской церквей Франции, Объединенной протестантской церкви Франции, Союза протестантских церквей Эльзаса и Лотарингии и Национального союза евангелических реформатских протестантских церквей Франции.
Церкви-члены получают пользу от сотрудничества для своих международных миссий и отношений с зарубежными церквями.

## Внешние ссылки
- Официальный сайт
- Bibliothèque du Défap